# Phaner
Phaner Gray, 1870 è un genere di lemuri della famiglia Cheirogaleidae, endemico del Madagascar. È l'unico genere della sottofamiglia Phanerinae e comprende quattro specie.

## Descrizione
Si tratta di animali notturni, come si può evincere dai grandi occhi. Sono grossi all'incirca come gatti, hanno testa arrotondata, muso appuntito, lunga lingua, coda più lunga del corpo. Caratteristica di questi animali è la striscia scura che dalla punta della coda arriva fino alla nuca, dove si biforca raggiungendo gli occhi.
Si differenziano dai lemuridi veri e propri (coi quali vengono spesso confusi) per il pelo folto e lanoso e per le gambe ripiegate in modo da poter stare accoccolati.

## Biologia
Più che camminare, tendono a saltellare al suolo, ricordando gli scoiattoli o i galagoni.
Sono animali piuttosto territoriali: ogni territorio si estende per circa 4 ettari e viene delimitato con il secreto di una ghiandola della gola: i territori dei maschi non si sovrappongono mai, mentre quelli delle femmine a volte possono sovrapporsi. Non è inusuale che quando il territorio della femmina è totalmente incluso in quello del maschio, si formi una coppia stabile, che dorme e caccia insieme.
Costruiscono nidi di foglie sferici, che a volte posizionano in cavità degli alberi.
Si nutrono prevalentemente di resina che estraggono dall'albero di Terminalia, cibandosi all'occorrenza anche di insetti, ma non disdegnando gli uccelli e le loro uova (sono accaniti saccheggiatori di nidi) ed in generale qualsiasi piccolo animale riescano a catturare e sopraffare.

## Tassonomia
Sebbene la comune appartenenza di Phanerinae e Cheirogaleinae alla famiglia Cheirogaleidae sia correntemente accettata, gli esatti rapporti filogenetici tra le due sottofamiglie non sono ancora stati definiti con completezza.
Il genere Phaner comprende le seguenti specie:
- Phaner furcifer de Blainville, 1839 - valuvi furcifero o valuvi orientale
- Phaner electromontis Groves and Tattersall, 1991 - valuvi delle Montagne d'Ambra
- Phaner pallescens Groves and Tattersall, 1991 - valuvi pallido o valuvi occidentale
- Phaner parienti Groves and Tattersall, 1991 - valuvi di Pariente

In passato P. electromontis, P. pallescens e P. parienti venivano considerate sottospecie di P. furcifer ma in atto godono dello status di specie a sé stanti.